# Gaură neagră AdS
În fizica teoretică, o gaură neagră anti-de Sitter (AdS) este o soluție a ecuațiilor găurilor negre din teoria relativității generale sau a extensiilor sale, care reprezintă un obiect masiv izolat, dar cu o constantă cosmologică negativă. O astfel de soluție se apropie asimptotic de spațiul anti-de Sitter la infinitul spațial și este o generalizare a soluției vidului Kerr, care se apropie asimptotic de spațiul Minkowski la infinitul spațial.
Într-un spațiu cu 3+1 dimensiuni, metrica este dată de:
{\displaystyle ds^{2}=-\left(k^{2}r^{2}+1-{\frac {C}{r}}\right)dt^{2}+{\frac {1}{k^{2}r^{2}+1-{\frac {C}{r}}}}dr^{2}+r^{2}d\Omega ^{2}}
unde t este coordonata temporală, r este coordonata radială, Ω reprezintă coordonatele polare, C este o constantă, iar k este curbura AdS.
În general, pentru un spațiu cu d+1 dimensiuni, metrica este dată de:
{\displaystyle ds^{2}=-\left(k^{2}r^{2}+1-{\frac {C}{r^{d-2}}}\right)dt^{2}+{\frac {1}{k^{2}r^{2}+1-{\frac {C}{r^{d-2}}}}}dr^{2}+r^{2}d\Omega ^{2}}
Conform corespondenței AdS/CFT, dacă gravitația ar fi cuantificată, o gaură neagră AdS ar fi duală unei stări termice la granița conformă. În contextul, de exemplu, al AdS/QCD⁠(d), acest lucru ar corespunde fazei de deconfinare a plasmei quark-gluon.